# La Vallée de l'Iton au lieu-dit Le Hom
La Vallée de l'Iton au lieu-dit Le Hom este o arie protejată (sit de importanță comunitară — SCI) din Franța întinsă pe o suprafață de 30,58 ha, integral pe uscat.

## Localizare
Centrul sitului La Vallée de l'Iton au lieu-dit Le Hom este situat la coordonatele 49°07′33″N 1°07′01″E / 49.12583°N 1.11694°E.

## Înființare
Situl La Vallée de l'Iton au lieu-dit Le Hom a fost declarat arie specială de conservare în baza directivei 92/43 din 1992 referitoare la conservarea habitatelor naturale și a faunei și florei sălbatice pentru a proteja 1 specie de animale.

## Biodiversitate
Situată în ecoregiunea atlantică, aria protejată nu include niciun habitat protejat.
La baza desemnării sitului se află o specie protejată de  amfibieni: izvoraș-cu-burta-galbenă (Bombina variegata).